# 54E busz (Budapest)
A budapesti 54E jelzésű autóbusz Kispest, Határ út és Pestimre, Dózsa György utca között közlekedett. A vonalat a Budapesti Közlekedési Vállalat üzemeltette.

## Története
1973. szeptember 3-án 154E jelzéssel új expresszjáratot indítottak a Boráros tér és a Pestimre, Dózsa György utca között. 1977 elején új viszonylatszámozási-rendszert vezettek be a fővárosi buszhálózaton, ezért január 3-ától 54E jelzéssel közlekedett. Az M3-as metró Kőbánya-Kispestig tartó szakaszának átadásakor átalakult a felszíni közlekedés, ezért 1980. március 30-ától a Boráros tér helyett az újonnan átadott Határ úti metróállomásig közlekedett. 1990. augusztus 30-án megszűnt, szerepét az 54-es gyorsjárat vette át.

## Útvonala
| Pestimre, Dózsa György utca felé                                                                                | Kispest, Határ út felé                                                                                 |
| --- | --- |
| Kispest, Határ út vá. – Határ út – Nagykőrösi út – Felleg utca – Bocskai utca – Pestimre, Dózsa György utca vá. | Pestimre, Dózsa György utca vá. – Dózsa György utca – Nagykőrösi út – Határ út – Kispest, Határ út vá. |

## Megállóhelyei
| 54E (Boráros tér – Pestimre, Dózsa György utca))      | 54E (Boráros tér – Pestimre, Dózsa György utca))      | 54E (Boráros tér – Pestimre, Dózsa György utca))      | 54E (Boráros tér – Pestimre, Dózsa György utca))      | 54E (Boráros tér – Pestimre, Dózsa György utca))      | 54E (Boráros tér – Pestimre, Dózsa György utca))                    | 54E (Boráros tér – Pestimre, Dózsa György utca))      | 54E (Boráros tér – Pestimre, Dózsa György utca))      |
| 54E (Kispest, Határ út – Pestimre, Dózsa György utca) | 54E (Kispest, Határ út – Pestimre, Dózsa György utca) | 54E (Kispest, Határ út – Pestimre, Dózsa György utca) | 54E (Kispest, Határ út – Pestimre, Dózsa György utca) | 54E (Kispest, Határ út – Pestimre, Dózsa György utca) | 54E (Kispest, Határ út – Pestimre, Dózsa György utca)               | 54E (Kispest, Határ út – Pestimre, Dózsa György utca) | 54E (Kispest, Határ út – Pestimre, Dózsa György utca) |
| Perc (↓)                                              | Perc (↓)                                              | Megállóhely                                           | Perc (↑)                                              | Perc (↑)                                              | Átszállási kapcsolatok                                              | Átszállási kapcsolatok                                |                                                       |
| 1980                                                  | 1990                                                  | Megállóhely                                           | 1980                                                  | 1990                                                  | a járat lerövidítése előtt (1980)                                   | a járat megszűnésekor (1990)                          |                                                       |
| ----------------------------------------------------- | ----------------------------------------------------- | ----------------------------------------------------- | ----------------------------------------------------- | ----------------------------------------------------- | ------------------------------------------------------------------- | ----------------------------------------------------- | ----------------------------------------------------- |
| 0                                                     | ∫                                                     | Boráros tér végállomás (1977–1980)                    | 23                                                    | ∫                                                     | Csepeli gyorsvasút 12, 12A, 12, 15, 23, 23, 54, 54, 154 2, 2A, 4, 6 | Nem érintette                                         |                                                       |
| ∫                                                     | 0                                                     | Kispest, Határ út végállomás (1980–1990)              | ∫                                                     | 18                                                    | Nem érintette                                                       | 66, 66, 99, 99, 123, 154, 194 42, 50, 50A, 52         |                                                       |
| 23                                                    | 16                                                    | Pestimre, Dózsa György utca végállomás                | 0                                                     | 0                                                     | 54, 54, 94, 166, 193 51 Pestimre                                    | 54, 54, 94, 166, 193 Pestimre                         |                                                       |